# PERLE
Pour les articles homonymes, voir Perle (homonymie).
PERLE (Programme d’Évaluation des Rejets Locaux d’Effluents) est un outil de prévision de la dispersion des panaches atmosphériques mis au point à Météo-France. PERLE est le modèle de prévision petite échelle (240 × 240 km) et courte échéance (24 heures) qui complète le modèle global ou grande échelle MOCAGE-Accident.

## Description

Visualisation d'un panache à dispersion gaussienne

PERLE est un outil à fine résolution qui utilise en première approximation les champs météorologiques produits par des modèles de plus large grille que sont ARPEGE, ALADIN ou du CEPMMT. Ceux-ci fournissent une prévision jusqu’à 72 heures après le rejet des champs des concentrations de polluant dans l’atmosphère et des quantités déposées au sol (dépôt sec et humide, sédimentation) à partir d'un point de rejet plus ou moins grossièrement défini (résolution allant de 0,5° à 2° de latitude). PERLE modélise ensuite la dispersion du nuage initial de polluants émis accidentellement, à l’échelle locale et régionale grâce à un modèle de méso-échelle, MESO-NH, qui simule la structure fine de la couche limite atmosphérique en utilisant deux grilles imbriquées centrées sur le point de rejet, à résolution de 8 et 2 km (grille de résolution de 240 et 60 km de côté respectivement).

## Sollicitation
En cas de crise, et sur demande de l'INERIS (Institut national de l'environnement industriel et des risques) pour les pollutions chimiques, de l'IRSN (Institut de radioprotection et de sûreté nucléaire) ou de l'AIEA (Agence internationale de l'énergie atomique) lors des rejets de produits radioactifs (Météo-France est Centre météorologique régional spécialisé), ou encore lors d'éruptions volcaniques dans le cadre de la surveillance du ciel (Météo-France étant responsable de la VAAC - Volcanic Ash Advisory Center ou centre référent de suivi des cendres volcaniques), PERLE est sollicité par le chef prévisionniste du Centre National de Prévision situé à Toulouse sur le site de la Météopole.